# 聖文德堂 (香港)
天主教聖文德堂 （英語：St. Bonaventure Church）是一座香港天主教教堂，由天主教香港教區管理。位於九龍慈雲山蒲崗村道89號，建於1974年。

## 堂區歷史
1971年03月26日，主教公署發表通告，宣佈成立聖文德堂區。直到1953年10月7日，聖文德書院校舍建成，聖文德堂便遷入該處。1974年，聖堂現址開始施工。到了1976年05月29日，座落在慈雲山蒲崗村道的新聖堂建成啟用，由胡振中主教祝聖。

## 堂區主保
聖文德（義大利語：San Bonaventura，1221年-1274年），又稱「愛火聖師」，中世紀意大利的神學家及哲學家。作为第七任方济各会总会长，曾任阿尔巴诺教区領銜主教。

## 牧職人員
- 主任司鐸：黃國華神父
- 助理司鐸：蔡俊源神父
- 牧職修女：陳昀修女

## 外部連結
- 聖文德堂網站 （页面存档备份，存于）